# Casa entre mitgeres al carrer Sant Pere, 3 (Cornellà del Terri)
La Casa entre mitgeres al carrer Sant Pere, 3 és una obra de Cornellà del Terri (Pla de l'Estany) inclosa a l'Inventari del Patrimoni Arquitectònic de Catalunya.

## Descripció
Edifici urbà entre mitgeres de planta rectangular. Les parets estructurals són de pedra morterada, arrebossada a la façana principal. L'edifici es desenvolupa en planta baixa, planta pis i golfes. La coberta és de teula àrab a dues vessants, acabada amb un gran ràfec, que s'acusa a la façana, fet amb cairats, llates i teules. La porta principal de la planta baixa i les finestres del primer pis estan emmarcades per carreus bisellats i llindes d'una sola peça de pedra. Les finestres del primer pis tenen l'ampit construït amb carreus, sobre el qual descansa un trencaaigües emmotllurat, també de pedra. La porta lateral de la planta baixa és bastant posterior a l'edifici. El sostre de la planta baixa està cobert amb volta.

## Història
A la llinda de la porta central hi ha cisellat: "PAU FORROLL, 1723".